# Indotestudo forstenii
Indotestudo forstenii là một loài rùa trong họ Testudinidae. Loài này được Schlegel & Müller mô tả khoa học đầu tiên năm 1844.

## Hình ảnh

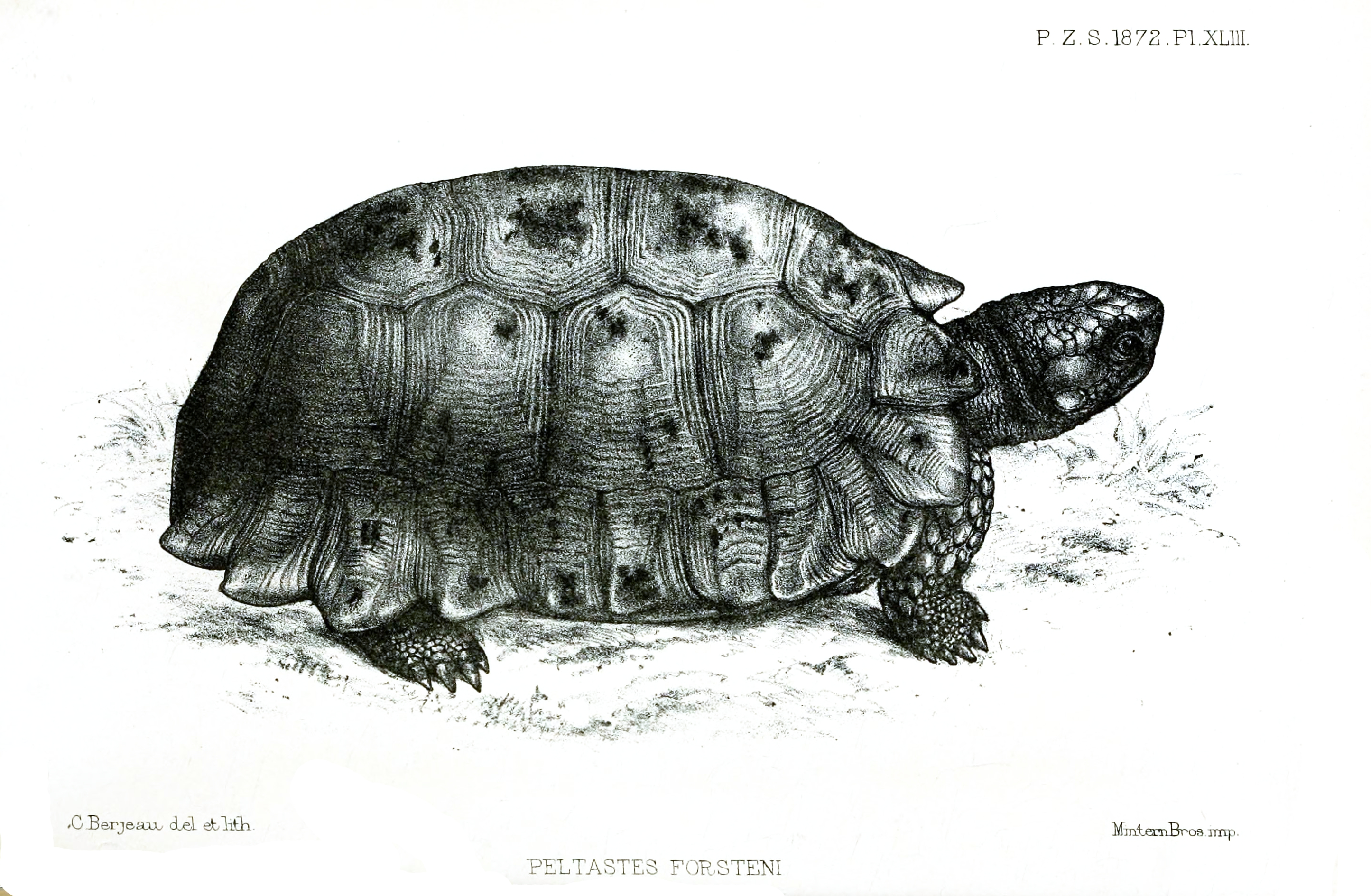
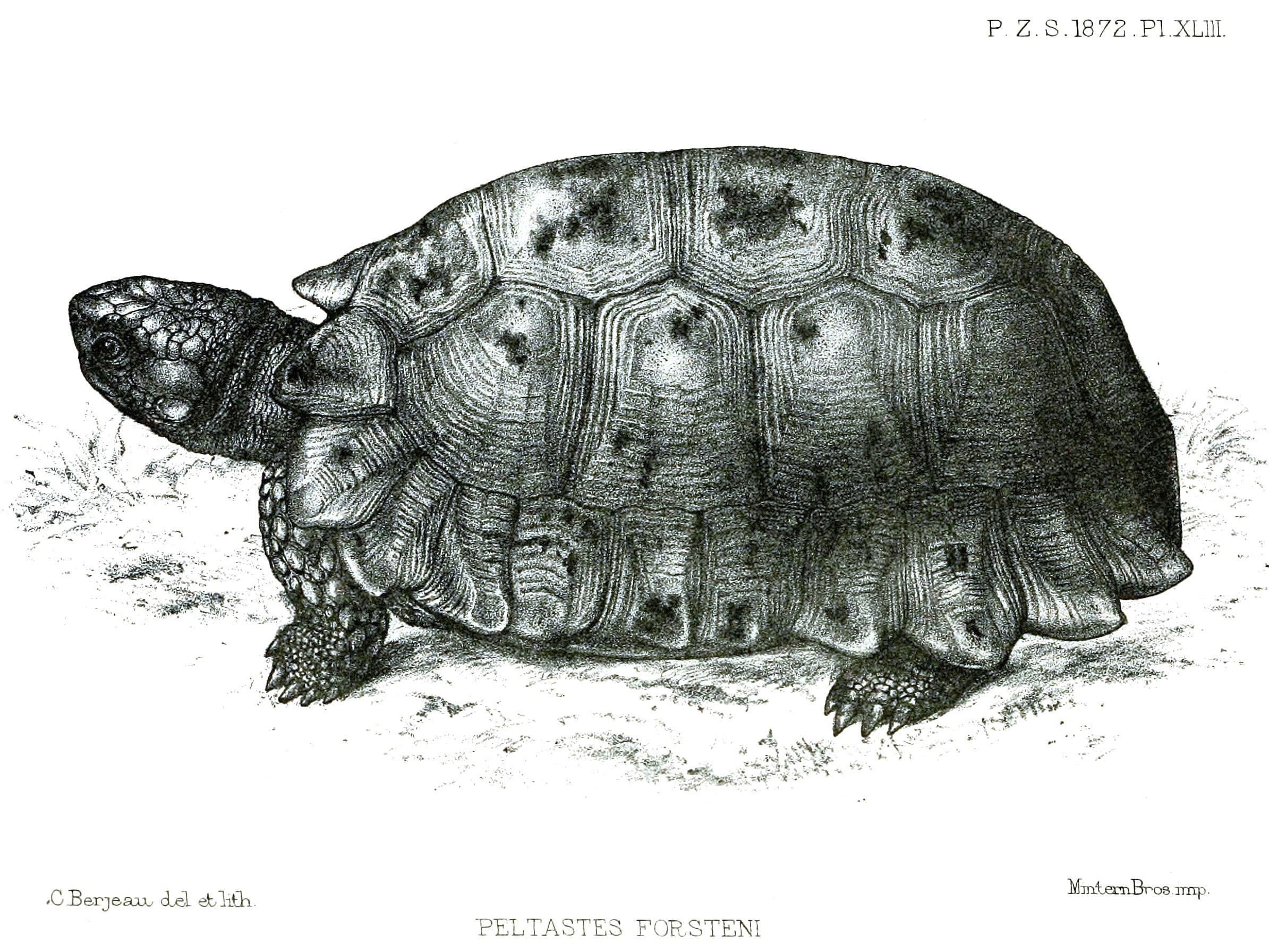